# Orthotrichia aequatoriana
Orthotrichia aequatoriana är en nattsländeart som beskrevs av Douglas E. Kimmins 1957. Orthotrichia aequatoriana ingår i släktet Orthotrichia och familjen smånattsländor. Inga underarter finns listade i Catalogue of Life.